# Patrice Dominguez
Patrice Dominguez (Alger, Algèria francesa, 12 de gener de 1950 − París, 12 d'abril de 2015) fou un tennista professional francès nascut a Algèria que va destacar en les proves de dobles masculins.
En el seu palmarès consten set títols del circuit ATP i de la seva trajectòria destaca haver estat finalista en dues ocasions del Roland Garros (1973, 1978) en la prova de dobles mixts. Va formar part de l'equip francès de Copa Davis durant la dècada de 1970.
Després de la seva retirada va exercir com a entrenador de tennis, alguns dels seus alumnes foren Henri Leconte i Fabrice Santoro, i també fou director tècnic de la federació francesa de tennis. Paral·lelament, també fou analista per diversos mitjans de comunicació francesos.

## Torneigs de Grand Slam

### Dobles mixts: 2 (0−2)
| Resultat  | Núm. | Any  | Torneig       | Parella         | Oponents                           | Marcador      |
| --------- | ---- | ---- | ------------- | --------------- | ---------------------------------- | ------------- |
| Finalista | 1.   | 1973 | Roland Garros | Betty Stöve     | Françoise Dürr Jean-Claude Barclay | 1−6, 4−6      |
| Finalista | 2.   | 1978 | Roland Garros | Virginia Ruzici | Renáta Tomanová Pavel Složil       | 6−7, retirada |

## Palmarès

### Individual: 4 (0−4)
| Títols per superfície |
| --------------------- |
| Dura (0−1)            |
| Gespa (0−1)           |
| Terra batuda (0−2)    |

| Resultat  | Núm. | Data                | Torneig                     | Superfície   | Oponent         | Marcador           |
| --------- | ---- | ------------------- | --------------------------- | ------------ | --------------- | ------------------ |
| Finalista | 1.   | 10 de gener de 1972 | Sydney, Austràlia           | Dura         | Alex Metreveli  | 4−6, 4−6, 6−3, 1−6 |
| Finalista | 2.   | 23 de juny de 1973  | Eastbourne, Regne Unit      | Gespa        | Mark Cox        | 2−6, 6−2, 3−6      |
| Finalista | 3.   | 22 de maig de 1978  | Florència, Itàlia           | Terra batuda | José Luis Clerc | 4−6, 2−6, 1−6      |
| Finalista | 4.   | 18 de juny de 1979  | Berlín, Alemanya Occidental | Terra batuda | Peter McNamara  | 4−6, 0−6, 7−6, 2−6 |

### Dobles masculins: 10 (7−3)
| Títols per superfície |
| --------------------- |
| Dura (0−0)            |
| Gespa (0−0)           |
| Terra batuda (6−2)    |
| Moqueta (1−1)         |

| Resultat  | Núm. | Data                   | Torneig                      | Superfície   | Parella           | Oponents                           | Marcador           |
| --------- | ---- | ---------------------- | ---------------------------- | ------------ | ----------------- | ---------------------------------- | ------------------ |
| Guanyador | 1.   | 7 d'octubre de 1974    | Madrid, Espanya              | Terra batuda | Antonio Muñoz     | Brian Gottfried Raúl Ramírez       | 6−1, 6−3           |
| Guanyador | 2.   | 28 d'octubre de 1974   | París, França                | Moqueta (i)  | François Jauffret | Brian Gottfried Raúl Ramírez       | 7−5, 6−4           |
| Finalista | 1.   | 21 d'abril de 1975     | Estocolm, Suècia             | Moqueta (i)  | Kim Warwick       | Arthur Ashe Tom Okker              | 3−6, 6−7(3)        |
| Finalista | 2.   | 14 de juliol de 1975   | Kitzbühel, Àustria           | Terra batuda | François Jauffret | Paolo Bertolucci Adriano Panatta   | 2−6, 2−6, 6−7      |
| Guanyador | 3.   | 5 d'abril de 1976      | Niça, França                 | Terra batuda | François Jauffret | Wojtek Fibak Karl Meiler           | 6−4, 3−6, 6−3      |
| Guanyador | 4.   | 11 d'abril de 1977     | Murcia, Espanya              | Terra batuda | François Jauffret | Patricio Cornejo Hans Gildemeister | 7−5, 6−2           |
| Guanyador | 5.   | 19 d'abril de 1977     | Virginia Beach, Estats Units | Terra batuda | Ray Ruffels       | Francisco González John McEnroe    | 6−4, 6−3           |
| Finalista | 3.   | 26 de setembre de 1977 | Ais de Provença, França      | Terra batuda | Rolf Norberg      | Ilie Năstase Ion Țiriac            | 6−1, 5−7, 3−6, 3−6 |
| Guanyador | 6.   | 17 d'abril de 1978     | Niça (2)                     | Terra batuda | François Jauffret | Jan Kodeš Tomáš Šmíd               | 6−4, 6−0           |
| Guanyador | 7.   | 1 d'octubre de 1979    | Bordeus, França              | Terra batuda | Denis Naegelen    | Bernard Fritz Iván Molina          | 6−4, 6−4           |

## Trajectòria

### Individual
| Open d'Austràlia | A   | A    | A     | 4R    | A     | A     | A   | A     | A     | 3R    | 1R    | 1R   | 1R  | 0 / 5     | 5 − 5     |
| Roland Garros | A   | 4R   | 1R    | 3R    | 1R    | 2R    | 1R  | 4R    | 4R    | A     | 2R    | 2R   | A   | 0 / 9     | 11 − 9    |
| Wimbledon | A   | A    | A     | A     | 4R    | 2R    | A   | 3R    | 3R    | 1R    | 1R    | 1R   | A   | 0 / 6     | 6 − 6     |
| US Open | A   | A    | A     | 2R    | A     | A     | A   | 1R    | 1R    | A     | A     | A    | A   | 0 / 2     | 1 − 2     |
| Total Victòries−Derrotes                                                                                                   | 0−2 | 13−8 | 42−23 | 27−22 | 18−21 | 18−20 | 7−7 | 10−14 | 10−14 | 12−13 | 17−14 | 9−11 | 2−2 | 175 − 157 | 175 − 157 |
| Rànquing a final d'any | −   | −    | −     | 55    | 63    | 79    | 166 | 85    | 85    | 97    | 63    | 72   | 146 |           |           |
| Llegenda: G: Guanyador; F: Finalista; SF: Semifinalista; QF: Quarts de final; Q: Qualificació; A: Absent; RR: Round Robin; |     |      |       |       |       |       |     |       |       |       |       |      |     |           |           |